# 1302 dans les croisades
- Mamelouks :             An-Nâsir Muhammad ben Qalâ'ûn

Cette page regroupe les évènements concernant les Croisades qui sont survenus en 1302 : 
- Pierre Embriaco abandonne la Seigneurie du Gibelet[1].
- Les musulmans prennent l'île de Ruad, près de Tortose[1].